# Ligue nationale de rugby
La Ligue nationale de rugby (LNR) est une association qui a pour mission de gérer le secteur professionnel du rugby à XV, par délégation du ministère des Sports et de la Fédération française de rugby. Elle voit le jour le 24 juillet 1998. Ses locaux sont situés au 9 rue Descombes à Paris 17e .
Yann Roubert, ancien président du Lyon olympique universitaire, est président de la LNR depuis le 13 mars 2025.

## Histoire
En 1996, l'Union des clubs de rugby du Groupe A demande à la Fédération française de rugby la création  d'une « ligue pro », avec un statut juridique extérieur à la FFR, sur le modèle du football, c'est-à-dire, dégagée de toute tutelle fédérale. Le samedi 15 juin 1996, à Albi, dans le cadre d'une Assemblée générale plutôt houleuse, la FFR adopte le principe d'une « Ligue » interne chargée de s'occuper du haut niveau, mais qui n'en porte pas le nom puisque le président de la Fédération, Bernard Lapasset en personne, a tenu à une appellation trompeuse : Commission nationale du rugby d'élite (CNRE).
Les présidents de clubs continuent de demander un accord de la Fédération « sur la création d'une ligue dotée d'une personnalité morale » et d'un « véritable pouvoir de négocier et de finaliser les contrats concernant les droits des compétitions auxquelles ils participent ». En mars 1998, après une réunion entre la ministre de la Jeunesse et des Sports, Marie-George Buffet, et les principaux dirigeants du rugby français, il est décidé qu'une ligue chargée de la gestion du secteur professionnel sera mise en place lors d'une assemblée générale extraordinaire de la FFR, convoquée le 16 mai 1998, jour de la finale du championnat de France (groupe A1).
Les statuts de cette Ligue qui succède à la Commission nationale du rugby d'élite (CNRE) et disposera d'une personnalité morale avaient été évoqués lors d'une première réunion entre Bernard Lapasset, président de la FFR, Séraphin Berthier, président de la CNRE, et Serge Blanco, président de l'Association des clubs à vocation professionnelle. La création de la Ligue nationale du rugby est officiellement votée le 24 juillet 1998 au siège de la Fédération française, avec Serge Blanco comme président élu à l'unanimité. Quinze clubs ont pris part au vote. La Ligue a été approuvée par 28 voix pour et un bulletin blanc.

## Rôle
La LNR est une instance d'organisation, de contrôle, de développement, de gestion, de promotion du rugby professionnel, d'aide et de conseil aux clubs selon ses statuts .
Dans ce cadre, elle :
- organise, gère et règlemente les compétitions nationales professionnelles, tant sur le plan sportif que sur le plan financier (championnats de France Top 14 et Pro D2).
- s'assure du respect des règlements par les différents acteurs professionnels.
- assure la promotion et le développement du secteur professionnel des clubs de rugby français, et le représente dans la gestion des coupes d'Europe.
- négocie et commercialise les droits de télévision et de partenariat du championnat de France de rugby Top 14 et Pro D2.

La Ligue nationale de rugby comprend 43 membres, qui constituent l'ensemble des composantes du rugby professionnel:
- le Président
- les 30 clubs participant au Championnat de France professionnel (14 clubs en 1re division; 16 en 2e division)
- 5 personnalités extérieures : 2 sont désignées par la FFR, 4 sont désignées par les clubs professionnels
- 3 représentants de la FFR
- le représentant des joueurs (Provale)
- le représentant des entraîneurs (TECH XV)
- le représentant des arbitres (Directeur national de l'arbitrage)
- le représentant des médecins des clubs professionnels (Président de la Commission médicale)

À partir de 2020, la LNR organise également le Supersevens, première compétition professionnelle de rugby à sept en France.

## Identité

### Identité visuelle
Lors de son assemblée générale du 9 juillet 2016, la LNR dévoile son nouveau logo à compter de la saison 2016-2017.

Évolution du logo
Logo du 24 juillet 1998 au 9 juillet 2016.
Logo depuis le 9 juillet 2016.

### Identité sonore
En 2016, lors de la 15e journée de championnat de Top 14, disputée le 30-31 décembre et le 1er janvier 2017, la LNR dévoile un hymne officiel du Top 14 et de la Pro D2. Cette musique accompagne l'entrée des joueurs sur la pelouse à compter de cette 15e journée. La mélodie aux accents tribeaux a été composé par Paul Rouger et Franck Marchal.
L’objectif de la LNR est de créer une identité sonore singulière pour mieux faire connaître et reconnaître les championnats professionnels sur et en dehors des stades. Près de 50 musiciens ont été mobilisés pour enregistrer les différentes versions qui accompagneront également les diffusions télévisées des matches et le protocole de remise des trophées pour les champions de France de Top 14 et Pro D2, et le vainqueur de la finale d’accession de Pro D2.

## Présidents successifs
| Nom | Nom               | Dates du mandat  | Dates du mandat                              | Autres fonctions |
| --- | ----------------- | ---------------- | -------------------------------------------- | --- |
|     | Serge Blanco      | 24 juillet 1998  | 15 octobre 2008 (10 ans, 2 mois et 21 jours) | Président du Biarritz olympique de 1995 à 1998 et de 2008 à 2015 Vice-président de la Fédération française de rugby de 2012 à 2016 |
|     | Pierre-Yves Revol | 15 octobre 2008  | 16 novembre 2012 (4 ans, 1 mois et 1 jour)   | Président du Castres olympique de 1988 à 2008 et depuis 2014                                                                       |
|     | Paul Goze         | 16 novembre 2012 | 23 mars 2021 (8 ans, 4 mois et 7 jours)      | Président de l'USA Perpignan de 1989 à 1993 et de 2007 à 2012 Trésorier adjoint de la Fédération française de rugby de 1991 à 1995 |
|     | René Bouscatel    | 23 mars 2021     | 13 mars 2025 (3 ans, 11 mois et 18 jours)    | Président du Stade toulousain de 1992 à 2017                                                                                       |
|     | Yann Roubert      | 13 mars 2025     | en cours (depuis 1 mois et 25 jours)         | Président du Lyon olympique universitaire de 2012 à 2025                                                                           |

## Comité directeur

### Composition
Membres avec voix délibérative
- Le président de la LNR
- 6 représentants des clubs de Top 14, élus par l'assemblée générale de la LNR
- 4 représentants des clubs de Pro D2, élus par l'assemblée générale de la LNR
- 4 personnalités qualifiées siégeant à l'assemblée générale, élues par l'assemblée générale de la LNR
- 3 représentants du comité directeur de la FFR
- 1 représentant des joueurs professionnels (Provale)
- 1 représentant des entraîneurs professionnels (TECH XV)
- 1 représentant des employeurs (UCPR)
- 1 représentant des médecins des clubs professionnels
- 1 représentant de la direction nationale de l'arbitrage

Participent également avec voix consultative au comité directeur
- Le président de la FFR
- Le directeur général de la LNR
- 3 personnalités « membres associés » pouvant être désignées par le comité directeur

### Comité directeur du 1998 à 2000
- Président : Serge Blanco
- Représentants des clubs de Top 14 : Serge Blanco (Biarritz), Jean-Paul Dumond (Bourgoin), Jean-Pierre Lux (Dax), Vincent Merling (La Rochelle), Patrick Wolff (Montferrand), René Bouscatel (Toulouse), Bernard Lavigne (Agen)
- Représentants des clubs de 2e division : Louis Gagnières (Nîmes), André Jourdain (Rumilly)

### Élu lors de l’assemblée générale du 4novembre 2000
- Président : Serge Blanco
- Représentants des clubs de Top 14 : Serge Blanco (Biarritz), Jean-Paul Dumond (Bourgoin), Jean-Pierre Lux (Dax), Vincent Merling (La Rochelle), Patrick Wolff (Montferrand), René Bouscatel (Toulouse), Michel Moga (Bordeaux-Bègles)
- Représentants des clubs de Pro D2 : Louis Gagnières (Nîmes), André Jourdain (Rumilly)

### Élu lors de l’assemblée générale du 30mars 2005
- Président : Serge Blanco
- Représentants des clubs de Top 14 : René Bouscatel (Toulouse), Pierre-Yves Revol (Castres), Pierre Martinet (Bourgoin), Thierry Pérez (Montpellier), Max Guazzini (Paris)
- Représentants des clubs de Pro D2 : Pierre Beloc (Montauban), Alain Pecastaing (Dax) , Jacques Cadario (Lyon)
- Personnalités extérieures : Jean-Pierre Lux, Patrick Wolff, Jean-Paul Dumond, Paul Goze
- Représentants de la FFR : Michel Palmié, Bernard Godet
- Représentant des joueurs : Serge Simon (Provale)
- Représentant des entraîneurs : Alain Gaillard (TECH XV)
- Représentant de l'UCPR (employeurs) : Marcel Martin

En 2007, Paul Goze reprend la présidence de l'USA Perpignan, il doit donc laisser son poste de personnalité extérieure au sein du comité directeur.

### Élu lors de l’assemblée générale du 15octobre 2008

#### Candidats à la présidence
Deux personnes sont candidats pour la présidence de la LNR : le président du Castres olympique, Pierre-Yves Revol, et le président de l'European Rugby Cup, Jean-Pierre Lux, soutenu par le président sortant Serge Blanco.

#### Élus
- Président : Pierre-Yves Revol
- Représentants des clubs de Top 14 : Pierre-Yves Revol (Castres), Alain Pecastaing (Dax), Thierry Pérez (Montpellier), Max Guazzini (Paris), René Bouscatel (Toulouse)
- Représentants des clubs de Pro D2 : Marc Chérèque (Grenoble), Vincent Merling (La Rochelle), Jean-Marc Manducher (Oyonnax)
- Personnalités qualifiées : Jean-Paul Dumond, Laurent Lubrano, Jean-Pierre Lux, Patrick Wolff
- 3 représentants de la FFR : Michel Palmié, Bernard Godet
- Représentant des joueurs : Sylvain Deroeux (Provale)
- Représentant des entraîneurs : Jean-Louis Luneau (TECH XV)
- Représentant de l'UCPR (employeurs) : Marcel Martin

#### Changements au cours du mandat
Paul Goze, a été élu le 16 décembre 2009, en remplacement d'Alain Pecastaing, président de Dax, relégué en Pro D2, en tant que représentant des clubs du Top 14 au sein de l'instance. Avec 33 voix, le président de Perpignan devance le Toulonnais Mourad Boudjellal et le Montalbanais Patrick Vianco.
En juillet 2010, Alain Carré, président de Colomiers, est élu au comité directeur de la LNR en lieu et place de Vincent Merling, président de La Rochelle, laissant son fauteuil de représentant des clubs de Pro D2 en raison de la montée du Stade rochelais en Top 14.
En octobre 2010, Mathieu Blin remplace Sylvain Deroeux en tant que nouveau président de Provale.
Réunie le dimanche 4 septembre 2011 à Lyon, l'assemblée générale élective de la LNR a élu René Fontès, président de Clermont, au poste de représentant des clubs du Top 14, en remplacement de l'ancien président du Stade français, Max Guazzini ainsi que le président d'Aix, Lucien Simon, au poste de représentant des clubs de Pro D2, en remplacement d'Alain Carré, président de Colomiers rétrogradé en Fédérale 1.

### Élu lors de l’assemblée générale du 16novembre 2012

#### Candidats à la présidence
Quatre personnes avaient fait publiquement acte de candidature pour la présidence de la LNR : les présidents des clubs de Perpignan et Agen, Paul Goze et Alain Tingaud, le vice-président de la LNR, Patrick Wolff, et l'ancien patron du Stade français, Max Guazzini.

#### Élus
- Président : Paul Goze
- Représentants des clubs de Top 14 : René Bouscatel (Toulouse), Marc Chérèque (Grenoble), René Fontès (Clermont), Paul Goze (Perpignan), Alain Tingaud (Agen)
- Représentants des clubs de Pro D2 : Alain Carré (Colomiers), Jean-Marc Manducher (Oyonnax), Lucien Simon (Aix-en-Provence)
- Personnalités qualifiées : Jean-Paul Dumond (sur proposition de la Fédération), Max Guazzini, Thierry Pérez, Patrick Wolff
- 2 représentants de la FFR : Michel Palmié, Bernard Godet
- Représentant des joueurs : Serge Simon (Provale)
- Représentant des entraîneurs : Jean-Louis Luneau (TECH XV)
- Représentant de l'UCPR (employeurs) : Marcel Martin

#### Changements au cours du mandat
En 2013, comme le SU Agen descend en Pro D2 et le US Oyonnax monte en Top 14, Alain Tingaud et Jean-Marc Manducher ne peuvent plus exercer leurs fonctions respectives de représentant des clubs de Top 14 et représentant des clubs de Pro D2. Cependant à la suite d'une assemblée générale, les deux présidents échangent les postes, Jean-Marc Manducher étant élu représentant des clubs de Top 14 et Alain Tingaud représentant des clubs de Pro D2.
En octobre 2013, Alain Gaillard remplace Jean-Louis Luneau en tant que nouveau président de Tech XV.
Christian Millette, président d'Aurillac, a été élu le 20 décembre 2013 en remplacement de Lucien Simon, président d'Aix-en-Provence, relégué en Fédérale 1, en tant que représentant des clubs de Pro D2.
En décembre 2013, René Bouscatel (Toulouse) démissionne du comité directeur de la LNR, cette décision fait suite à la validation de la convention FFR/LNR par l'assemblée générale alors qu'il était opposé à cette convention. Pour le remplacer, Michel Dhomps, représentant de Castres (dont il a été le président de 2010 à janvier 2014), est élu par le comité directeur lors de l'assemblé générale du 20 mars 2014.
En octobre 2014, Robins Tchale-Watchou remplace Serge Simon en tant que nouveau président de Provale.
Le 29 janvier 2016, Patrick Wolff démissionne de la LNR et envoie une lettre au président Paul Goze dénonçant de nombreux désaccords avec la politique de la LNR.

### Élu lors de l’assemblée générale du 4octobre 2016
Après la modification des statuts de la LNR en 2015, le comité directeur est désormais composé d’un représentant supplémentaire des clubs de chaque division (soit 6 pour le Top 14 et 4 pour la Pro D2), d'une personnalité qualifiée supplémentaire élue par les clubs à l’Assemblée Générale, ainsi que du président de la commission médicale de la LNR et du président de la Commission centrale des arbitres (remplacé par le directeur national de l'arbitrage après la suppression de cette commission en décembre 2016).

#### Candidats à la présidence
L'assemblée générale élective de la LNR a été fixée au 4 octobre 2016. Élu en 2012, le président sortant, Paul Goze, a annoncé qu'il était candidat à un deuxième mandat. Le 23 août 2016, le président du RC Toulon, Mourad Boudjellal, annonce qu'il est aussi candidat à la présidence de la ligue.

#### Élus
- Président : Paul Goze
- Représentants des clubs de Top 14 : Marc Chérèque (Grenoble), Jacky Lorenzetti (Racing 92), Pierre-Yves Revol (Castres), Yann Roubert (Lyon), Francis Salagoïty (Bayonne), Thomas Savare (Stade français)
- Représentants des clubs de Pro D2 : Alain Carré (Colomiers), Jean-Robert Cazeaux (Mont-de-Marsan), Christian Millette (Aurillac), Alain Tingaud (Agen)
- Personnalités qualifiées : René Fontès, Paul Goze, Jean-Marc Manducher, Thierry Pérez
- 2 représentants de la FFR :  Serge Simon, Alban Moga (élus en décembre 2016)[18]
- Représentant des joueurs : Robins Tchale-Watchou (Provale)
- Représentant des entraîneurs : Alain Gaillard (TECH XV)
- Représentant des employeurs : Marcel Martin (UCPR)

À la suite de son élection comme président de la LNR, le poste de personnalité qualifiée de Paul Goze est, conformément aux statuts de la LNR, devenu vacant. Lucien Simon est élu à ce poste le 14 décembre 2016 lors de l’assemblée générale de la LNR avec 92 % des votes exprimés.

#### Changements au cours du mandat
Marcel Martin, représentant des employeurs et trésorier de la LNR, est décédé le 22 mai 2017. En fin de saison 2016-2017, à la suite de la relégation en Pro D2 du FC Grenoble et de l'Aviron bayonnais et la montée en Top 14 du SU Agen, Marc Chérèque, Francis Salagoïty et Alain Tingaud doivent quitter leur poste. Le 21 juin 2017, Thomas Savare démissionne du comité directeur à la suite de la vente du Stade français Paris. Le 24 juin 2017, la LNR annonce qu'Alain Carré a également remis sa démission du comité directeur pour pouvoir être élu président l'UCPR à la place de Marcel Martin.
Des élections partielles sont alors organisées lors de l'assemblée générale du 1er juillet 2017 pour renouveler ces sièges. Mourad Boudjellal, Alain Tingaud et Laurent Marti sont élus au sein des représentants du Top 14 tandis que Marc Chérèque et Frédéric Calamel deviennent représentants des clubs de Pro D2. Alain Carré fait également son retour au sein du comité directeur de la LNR en tant que nouveau président de l'UCPR.
En 2018, à la suite de la remontée en Top 14 du FC Grenoble, Marc Chérèque ne peut plus sièger en tant que représentant des clubs de Pro D2. Il est remplacé à ce poste par Régis Dumange, président de l'USON Nevers rugby, mais reste au sein du comité directeur en tant que personnalité extérieure.
Après le décès de René Fontès en mars 2019, René Bouscatel, président du Stade toulousain de 1992 à 2017, réintègre le comité directeur le 2 juillet 2019 en qualité de personnalité qualifiée élue par les clubs professionnels,.
De la même manière, après le décès de Jean-Marc Manducher en avril 2020, Marc Chérèque réintègre le comité directeur le 10 juillet 2020 en qualité de personnalité qualifiée élue par les clubs professionnels. Mourad Boudjellal démissionne de son poste au comité directeur après son départ du RC Toulon. Didier Lacroix, président du Stade toulousain, et Bernard Lemaître, nouveau président du RC Toulon, sont candidats pour lui succéder. C'est Didier Lacroix qui est finalement élu à ce poste par l'assemblée générale élective du 10 juillet 2020,.

### Élu lors de l'assemblée générale du 23mars 2021

#### Candidats
Après deux mandats à la tête de la ligue, Paul Goze est contraint par les statuts de quitter la présidence de la LNR.
Le 17 février 2021, René Bouscatel, président du Stade toulousain de 1992 à 2017, annonce sa candidature pour la présidence de la ligue. Alain Tingaud, président du SU Agen de 2007 à 2018 et vice-président de la LNR depuis 2012, est également candidat. Enfin, Vincent Merling, président du Stade rochelais depuis 1991, a aussi déposé sa candidature pour prendre la tête du comité directeur.
Didier Guillaume, homme politique notamment passé par le Ministère de l'Agriculture et de l'Alimentation de 2018 à 2020, est candidat pour intégrer le comité directeur et pourrait présenter sa candidature pour la présidence si de nombreux clubs le sollicitent.
Alain Tingaud se retire finalement de la course à la présidence trois jours avant le scrutin et apporte son soutien à Vincent Merling.
Dix candidats se présentent pour être élu aux quatre postes destinés aux personnalités extérieures qualifiées : René Bouscatel, Marc Chérèque, Fabien Gilot, Paul Goze, Didier Guillaume, Arnaud Lepinois, Thierry Pérez, François Pesenti, Thomas Savare, Lucien Simon et Alain Tingaud. René Bouscatel, Paul Goze, Didier Guillaume et Lucien Simon sont élus.

#### Élus
- Président : René Bouscatel,
- Représentants des clubs de Top 14 : Jean-François Fonteneau (Agen), Didier Lacroix (Stade toulousain), Bernard Lemaître (RC Toulon), Thomas Lombard (Stade français), Bernard Pontneau (Section paloise) et Yann Roubert (Lyon),
- Représentants des clubs de Pro D2 : Frédéric Calamel (Carcassonne), Laurent Beaugiraud (Valence-Romans), François Rivière (Perpignan) et Thierry Emin (Oyonnax),
- Personnalités qualifiées : René Bouscatel, Paul Goze, Didier Guillaume et Lucien Simon,
- Personnalité qualifiée élue sur proposition de la FFR : Roland Labarthe,
- 3 représentants de la FFR :  Serge Simon, Patrick Buisson et Alexandre Martinez,
- Représentant des joueurs : Robins Tchale-Watchou (Provale),
- Représentant des entraîneurs : Didier Nourault (TECH XV),
- Représentant des employeurs : Alain Carré (UCPR),
- Représentant des médecins des clubs professionnels : Bernard Dusfour remplacé par Max Lafargue en octobre 2021,
- Représentant de la direction nationale de l'arbitrage : Franck Maciello.

#### Bureau de la ligue
Le comité directeur nomme le bureau de la ligue le 8 avril 2021:
- René Bouscatel, président de la LNR ;
- Didier Lacroix, vice-président chargé des relations avec la FFR ;
- Thomas Lombard, vice-président chargé du développement économique et de l'innovation ;
- Yann Roubert, vice-président chargé de l'international ;
- Frédéric Calamel, vice-président chargé des relations avec les acteurs du jeu ;
- Thierry Emin, vice-président chargé des stades ;
- Lucien Simon, vice-président chargé des affaires sportives et du Supersevens.

Lors du comité directeur du 26 septembre 2023, Régis Dumange est élu au sein du bureau, en remplacement de Frédéric Calamel en tant que vice-président issu du collège de Pro D2. Il assure également la présidence de la commission stades de la LNR.

#### Changement au cours du mandat
Lors de l'assemblée générale du 8 juillet 2021, Thomas Castaignède est élu en tant que personnalité qualifiée extérieure. Simon Gillham (Brive) remplace Jean-François Fonteneau en tant que représentant des clubs de Top 14 après la relégation d'Agen en Pro D2. Jean-François Fonteneau (Agen) et Christian Millette (Aurillac) sont élus en tant que représentant des clubs de Pro D2 à la place de Laurent Beaugiraud et François Rivière.
Après la modification de la composition du bureau fédéral en juin 2023, Brigitte Jugla et Jean-Marc Lhermet remplacent Serge Simon et Patrick Buisson en tant que représentant de la FFR aux côtés d'Alexandre Martinez.
Lors de l'assemblée générale du 7 juillet 2023, Pierre-Yves Revol (Castres) est élu représentant des clubs de Top 14 à la place de Simon Gillham après la relégation de Brive en Pro D2. Régis Dumange (Nevers) et François Coville (Vannes) sont eux élus représentant des clubs de Pro D2 à la place de Frédéric Calamel et Thierry Emin après la relégation de Carcassonne et la montée d'Oyonnax en Top 14.
Max Lafargue, médecin et président de la commission médicale, est mort le 19 janvier 2024. Le 6 février 2024, Didier Ratinaud, médecin généraliste à Rilhac-Rancon, membre de la commission médicale, et ancien dirigeant de l'USA Limoges, est nommé président de la commission par la LNR.
Bernard Lemaître, président du RC Toulon, démissionne du poste de représentant des clubs de Top 14 en 2024 en présisant « se sentir inutile » au sein de ce comité directeur.
Le 30 mai 2024, Malik Hamadache est élu président de Provale, le syndicat national des joueurs de rugby, et intègre le comité directeur en tant que représentant des joueurs.
Didier Guillaume meurt le 17 janvier 2025 en début d’après-midi au centre hospitalier universitaire de Nice, des suites d'une maladie fulgurante.

### Élu lors de l'assemblée générale du 13mars 2025

#### Candidats
En 2025, le président sortant René Bouscatel est candidat pour un second mandat à la tête de la ligue. Yann Roubert, président du Lyon OU et vice-président de la ligue chargé de l'international, se déclare également candidat à la présidence.
Pour la première fois de l'histoire, les postes pour être élu en tant personnalités qualifiées au comité directeur doivent respecter la parité. Sept candidats se présentent pour les trois postes ouverts aux hommes : René Bouscatel, Thomas Castaignède, Éric Delannoy, Jean Glavany, Paul Goze, Jean-Simon Savelli et Lucien Simon tandis que sept femmes candidatent pour les trois places nouvellement ouvertes aux femmes : Geneviève Darrieussecq, Christelle Gautier, Sophie Guillon-Morel, Cécile Hernandez, Sandrine Jallet-Pillot, Safi N'Diaye et Nathalie Ville.
La veille de l'assemblée générale, Yann Roubert est préféré à René Bouscatel par les clubs professionnels (18 voix à 11). Le président sortant se retire alors de la course à la présidence pour éviter une division en deux camps.

#### Élus
- Président : Yann Roubert,
- Représentants des clubs de Top 14 : Jessica Casanova (Toulon), Didier Lacroix (Stade toulousain), Laurent Marti (Bordeaux), Bernard Pontneau (Section paloise), Yann Roubert (Lyon) et Benoît Vaz (Clermont),
- Représentants des clubs de Pro D2 : Dougal Bendjaballah (Oyonnax), Régis Dumange (Nevers), Jean-François Fonteneau (Agen) et Christian Millette (Aurillac),
- Personnalités qualifiées : René Bouscatel, Thomas Castaignède, Geneviève Darrieussecq, Sophie Guillon-Morel, Sandrine Jallet-Pillot et Lucien Simon.
- Personnalité qualifiée élue sur proposition de la FFR : Julien Pierre,
- 2 représentants de la FFR : Clotilde Delbos, Jean-Marc Lhermet et Olivier Pouligny,
- Représentant des joueurs : Malik Hamadache (Provale),
- Représentant des entraîneurs : Didier Nourault (TECH XV),
- Représentant des employeurs : Alain Carré (UCPR).

#### Bureau de la ligue
Le 26 mars 2025, la LNR dévoile le nouveau bureau de la ligue:
- Yann Roubert, président de la LNR,
- Thomas Castaignède, vice-président chargé de l'international et de l'arbitrage,
- Laurent Marti, vice-président chargé des relations avec les équipes de France,
- Didier Lacroix, vice-président chargé des relations avec la FFR,
- Bernard Pontneau, président de la commission des relations LNR-clubs et membre de la commission finances,
- Dougal Bendjaballah, représentant du collège des représentants de Pro D2,
- Jessica Casanova, représentante de la LNR au Comité d'orientation politique de la FFR et membre de la commission finances.

## Les stades des phases finales
En tant qu'organe organisateur des championnats, le comité directeur de la LNR est responsable de choisir les stades des demi-finales, de la finale de Top 14 et de la finale de Pro D2.
À partir de 1998, la finale de Top 14 se déroule au Stade de France à Saint-Denis, le nouveau grand stade français de 80 000 places construit par l'État.
À partir de 2011, la LNR décide d'organiser les deux demi-finales de Top 14 dans un seul et même stade.
En 2016, le Stade de France n'est pas disponible pour accueillir la finale, en raison de l'organisation de l'Euro 2016 en France, la finale est alors délocalisée au Camp Nou de Barcelone en Espagne. Le record mondial d'affluence pour un match de rugby de clubs est alors battu avec 99 124 spectateurs.
À partir de 2020, la LNR organise également le Supersevens. La finale se déroule chaque année à la Paris La Défense Arena de Nanterre.
En 2023, les demi-finales de Top 14 se déroulent à l'étranger, pour la première fois de l'histoire, dans le Stade d'Anoeta à Saint-Sébastien en Espagne.
En 2024, le Stade de France n'est pas disponible pour accueillir la finale en raison de la préparation des Jeux olympiques d'été de 2024 organisés à Paris. La finale a lieu dans le deuxième plus grand stade de France, le Stade Vélodrome de Marseille.
En mars 2024, le stade Ernest-Wallon de Toulouse est choisi pour accueillir la finale de Pro D2 pendant quatre saisons consécutives, de 2024 à 2027.
| Saison    | Finale de Top 14                       | Demi-finales de Top 14                                                 | Finale de Pro D2                          | Finale du Supersevens            |
| --------- | -------------------------------------- | ---------------------------------------------------------------------- | ----------------------------------------- | -------------------------------- |
| 1998-1999 | Stade de France, Saint-Denis           |                                                                        |                                           | —                                |
| 1999-2000 | Stade de France, Saint-Denis           |                                                                        |                                           | —                                |
| 2000-2001 | Stade de France, Saint-Denis           | Stadium, Toulouse Stade Gerland, Lyon                                  | Stade des Costières, Nîmes                | —                                |
| 2001-2002 | Stade de France, Saint-Denis           | Stade de la Mosson, Montpellier Stade Chaban-Delmas, Bordeaux          | -                                         | —                                |
| 2002-2003 | Stade de France, Saint-Denis           | Stade de la Mosson, Montpellier Stade Chaban-Delmas, Bordeaux          | Stade Sapiac, Montauban                   | —                                |
| 2003-2004 | Stade de France, Saint-Denis           | Stade de la Mosson, Montpellier Stade Gerland, Lyon                    | Stade municipal de Beaublanc, Limoges     | —                                |
| 2004-2005 | Stade de France, Saint-Denis           | Stade Chaban-Delmas, Bordeaux Stadium, Toulouse                        | Stade Marcel-Michelin, Clermont-Ferrand   | —                                |
| 2005-2006 | Stade de France, Saint-Denis           | Stade de la Mosson, Montpellier Stade Gerland, Lyon                    | Stade Ernest-Wallon, Toulouse             | —                                |
| 2006-2007 | Stade de France, Saint-Denis           | Stade Chaban-Delmas, Bordeaux Stade Vélodrome, Marseille               | Stade Chaban-Delmas, Bordeaux             | —                                |
| 2007-2008 | Stade de France, Saint-Denis           | Stade Chaban-Delmas, Bordeaux Stade Vélodrome, Marseille               | Stade municipal de Beaublanc, Limoges     | —                                |
| 2008-2009 | Stade de France, Saint-Denis           | Stade Chaban-Delmas, Bordeaux Stade Gerland, Lyon                      | Stade Yves-du-Manoir, Montpellier         | —                                |
| 2009-2010 | Stade de France, Saint-Denis           | Stade de la Mosson, Montpellier Stade Geoffroy-Guichard, Saint-Étienne | Stade Amédée-Domenech, Brive-la-Gaillarde | —                                |
| 2010-2011 | Stade de France, Saint-Denis           | Stade Vélodrome, Marseille                                             | Stade Armandie, Agen                      | —                                |
| 2011-2012 | Stade de France, Saint-Denis           | Stadium, Toulouse                                                      | Stade Chaban-Delmas, Bordeaux             | —                                |
| 2012-2013 | Stade de France, Saint-Denis           | Stade de la Beaujoire, Nantes                                          | Stade Chaban-Delmas, Bordeaux             | —                                |
| 2013-2014 | Stade de France, Saint-Denis           | Stade Pierre-Mauroy, Lille                                             | Stade Chaban-Delmas, Bordeaux             | —                                |
| 2014-2015 | Stade de France, Saint-Denis           | Nouveau stade de Bordeaux, Bordeaux                                    | Stade Ernest-Wallon, Toulouse             | —                                |
| 2015-2016 | Camp Nou, Barcelone (Espagne)          | Roazhon Park, Rennes                                                   | Stade Ernest-Wallon, Toulouse             | —                                |
| 2016-2017 | Stade de France, Saint-Denis           | Orange Vélodrome, Marseille                                            | Stade Chaban-Delmas, Bordeaux             | —                                |
| 2017-2018 | Stade de France, Saint-Denis           | Groupama Stadium, Lyon                                                 | Stade Ernest-Wallon, Toulouse             | —                                |
| 2018-2019 | Stade de France, Saint-Denis           | Matmut Atlantique, Bordeaux                                            | Stade du Hameau, Pau                      | —                                |
| 2019-2020 | Stade de France, Saint-Denis (annulée) | Allianz Riviera, Nice (annulées)                                       | -                                         | Paris La Défense Arena, Nanterre |
| 2020-2021 | Stade de France, Saint-Denis           | Stade Pierre-Mauroy, Lille                                             | GGL Stadium, Montpellier                  | —                                |
| 2021-2022 | Stade de France, Saint-Denis           | Allianz Riviera, Nice                                                  | GGL Stadium, Montpellier                  | Paris La Défense Arena, Nanterre |
| 2022-2023 | Stade de France, Saint-Denis           | Stade d'Anoeta, Saint-Sébastien (Espagne)                              | Stade Ernest-Wallon, Toulouse             | Paris La Défense Arena, Nanterre |
| 2023-2024 | Orange Vélodrome, Marseille            | Matmut Atlantique, Bordeaux                                            | Stade Ernest-Wallon, Toulouse             | Paris La Défense Arena, Nanterre |
| 2024-2025 | Stade de France, Saint-Denis           | Groupama Stadium, Lyon                                                 | Stade Ernest-Wallon, Toulouse             | Paris La Défense Arena, Nanterre |
| 2025-2026 |                                        | Orange Vélodrome, Marseille                                            | Stade Ernest-Wallon, Toulouse             |                                  |
| 2026-2027 |                                        | Matmut Atlantique, Bordeaux                                            | Stade Ernest-Wallon, Toulouse             |                                  |

De 2017 à 2022, la LNR propose un show de clôture après la finale du Top 14. 
- 2017 : The Avener
- 2018 : Mika[50]
- 2019 : Bigflo et Oli[51]
- 2021 : The Black Eyed Peas[52]. En raison des restrictions sanitaires liées à la pandémie de Covid-19, le groupe propose un show enregistré en studio.
- 2022 : Kendji Girac et Soolking[53]